# 2013年NBA總決賽
2013年NBA总决赛是2012-13 NBA賽季的最後一場系列賽程，於2013年6月6日至6月20日進行，由東部聯盟冠軍邁阿密熱火對西部聯盟冠軍聖安東尼奧馬刺對決。比賽採用七戰四勝制2-3-2的主客場形式，降低了優先球隊的主場優勢。
此次總決賽的西岸代表連續三年均由曾經擊敗洛杉磯湖人的球隊晉級而至，但繼上一年之後再次鍛羽而歸，最終邁阿密熱火以4-3獲得總冠軍。

### 季後賽成績
| 聖安東尼奧馬刺                                        | 聖安東尼奧馬刺 | 邁阿密熱火 | 邁阿密熱火                                            |
| ----------------------------------------------------- | -------------- | ---------- | ----------------------------------------------------- |
| 58-24 (.707) 西南賽區第一名，西部第二名，全聯盟第三名 | 常規賽         | 常規賽     | 66-16 (.806) 東南賽區第一名，東部第一名，全聯盟第一名 |
| 4-0擊敗洛杉磯湖人                                     | 第一輪         | 第一輪     | 4-0擊敗密爾瓦基公鹿                                   |
| 4-2擊敗金州勇士                                       | 分區半決賽     | 分區半決賽 | 4-1擊敗芝加哥公牛                                     |
| 4-0擊敗曼斐斯灰熊                                     | 分區決賽       | 分區決賽   | 4-3擊敗印第安那溜馬                                   |

## 常規賽比數
邁阿密熱火在雙方的兩次的常規賽對陣中都拿下勝利。
| 2012年11月29日 |

|  |

| 聖安東尼奧馬刺 100–105 邁阿密熱火 |

| 2013年4月1日 |

|  |

| 邁阿密熱火 88–86 聖安東尼奧馬刺 |

## 比賽摘要
所有時間為美國東岸時間(北美东部时区)。(UTC−4)
| 6月6日 9:00 pm |

| Boxscore |

| 聖安東尼奧馬刺 92–88 邁阿密熱火                            |  |                                                                         |
| 每節分數： 23–24、26–28、20–20、23–16                      |  |                                                                         |
| 得分： 東尼·帕克 21 篮板： 提姆·鄧肯 14 助攻： 東尼·帕克 6 |  | 得分： 雷霸龍·詹姆士 18 篮板： 雷霸龍·詹姆士 18 助攻： 雷霸龍·詹姆士 10 |

| 6月9日 8:00 pm |

| Boxscore |

| 聖安東尼奧馬刺 84–103 邁阿密熱火                             |  |                                                                        |
| 每節分數： 22–22、23–28、20–25、19–28                        |  |                                                                        |
| 得分： 丹尼·格林 17 篮板： 科懷·倫納德 14 助攻： 托尼·帕克 5 |  | 得分： 马里奥·查尔默斯 19 篮板： 克里斯·波什 10 助攻： 雷霸龍·詹姆士 7 |
| 兩場之後 系列賽1–1平手                                       |  |                                                                        |

| 6月11日 9:00 pm |

| Boxscore |

| 邁阿密熱火 77–113 聖安東尼奧馬刺                                    |  |                                                            |
| 每節分數： 20–24、24–26、19–28、14–35                               |  |                                                            |
| 得分： 德怀恩·韦德 16 篮板： 雷霸龍·詹姆士 11 助攻： 韦德, 詹姆士 5 |  | 得分： 丹尼·格林 24 篮板： 提姆·鄧肯 14 助攻： 托尼·帕克 8 |

| 6月13日 9:00 pm |

| Boxscore |

| 邁阿密熱火 109–93 聖安東尼奧馬刺                                       |  |                                                             |
| 每節分數： 29–26、20–23、32–27、28–17                                  |  |                                                             |
| 得分： 雷霸龍·詹姆士 33 篮板： 克里斯·波什 13 助攻： 马里奥·查尔默斯 5 |  | 得分： 提姆·鄧肯 20 篮板： 科懷·倫納德 7 助攻： 托尼·帕克 9 |

| 6月16日 8:00 pm |

| Boxscore |

| 邁阿密熱火 104–114 聖安東尼奧馬刺                                  |  |                                                                 |
| 每節分數： 19–32、33–29、23–26、29–27                              |  |                                                                 |
| 得分： 韦德, 詹姆士 25 篮板： 波什, 詹姆士 6 助攻： 德怀恩·韦德 10 |  | 得分： 托尼·帕克 26 篮板： 提姆·鄧肯 12 助攻： 馬努·吉诺比利 10 |
| 五場之後 馬刺取得系列賽3–2 聽牌                                    |  |                                                                 |

| 6月18日 9:00 pm |

| Boxscore |

| 聖安東尼奧馬刺 100–103 邁阿密熱火（OT）                    |  |                                                                       |
| 每節分數： 25–27、25–17、25–21、20–30、： 5–8              |  |                                                                       |
| 得分： 提姆·鄧肯 30 篮板： 提姆·鄧肯 17 助攻： 托尼·帕克 8 |  | 得分： 雷霸龍·詹姆士 32 篮板： 克里斯·波什 11 助攻： 雷霸龍·詹姆士 10 |

| 6月20日 9:00 pm |

| Boxscore |

| 聖安東尼奧馬刺 88–95 邁阿密熱火                                  |  |                                                                          |
| 每節分數： 16–18、28–28、27–26、17–23                            |  |                                                                          |
| 得分： 提姆·鄧肯 24 篮板： 科懷·倫納德 16 助攻： 馬努·吉诺比利 5 |  | 得分： 雷霸龍·詹姆士 37 篮板： 雷霸龍·詹姆士 12 助攻： 雷·阿倫, 詹姆士 4 |
| 熱火4–3擊敗馬刺 奪得2013年NBA總冠軍                              |  |                                                                          |

## 外部連結
- 2013年NBA总决赛官方网站